# Amphimallon furvum
Amphimallon furvum är en skalbaggsart som beskrevs av Ernst Friedrich Germar 1817. Amphimallon furvum ingår i släktet Amphimallon och familjen Melolonthidae. Utöver nominatformen finns också underarten A. f. graecum.